# Афанасьєв Юрій Миколайович
Ю́рій Микола́йович Афана́сьєв (нар. 5 вересня 1934, селище Майна Ульяновська область, РРФСР — 14 вересня 2015, Москва, Росія) — російський історик, політичний та громадський діяч; доктор історії, професор, академік Російської академії природничих наук, ректор Московського історико-архівного інституту (з 1991 Російський державний гуманітарний університет, РДГУ); у 1980-х один з керівників «Меморіалу», 1990—1992 співголова руху Демократична Росія; наукові праці переважно з історії Західної Європи. Депутат Верховної ради СРСР, депут Верховної ради Росії (1989—1993).

## Біографія
- 1957 рік — закінчив історичний факультет Московського університету ім. Ломоносова.
- 1971 рік — закінчив аспірантуру АСН при ЦК КПРС.
- 1971, 1976 роки — стажувався в Паризькому університеті (Сорбонна).
- 1972—1981 роки — доцент кафедри всесвітньої історії, проректор із навчальної роботи ВКШ при ЦК ВЛКСМ.
- 1983—1986 роки — редактор відділу історії, член редколегії журналу «Коммунист»; завідувач секції історії культури зарубіжних країн Інституту всесвітньої історії АН СРСР.
- 1986—1991 роки ректор Московського державного історико-архівного інституту.
- 1991—2006 роки — засновник, ректор, президент Російського державного гуманітарного університету.
- 1989 рік — обраний народним депутатом СРСР.
- 1990—1992 роки — один із творців і співголова руху «Демократическая Россия». Ініціатор та лідер групи «Независимая гражданская инициатива».

Працював старшим науковим співробітником, потім заввідділу історії культури зарубіжних країн Інституту всесвітньої історії АН СРСР. Після цього був редактором відділу історії журналу «Комуніст».
Під час «перестройки» включився в активну громадську діяльність — у 1989 році був обраний депутатом Верховної Ради СРСР, увійшов до демократичної частини Ради — Міжрегіональної депутатської групи. Невдовзі приєднався до руху демократів «Громадянська дія», потім став співголовою партії «Демократична Росія».
Після розпаду СРСР Ю. М. Афанасьєв кілька років був ректором Московського державного історико-архівного інституту. Потім створив і очолив Російський державний гуманітарний університет, яким керував упродовж 18 років.
- 1993 рік — склав із себе повноваження народного депутата Росії.

З 1954 по 1991 рік був у лавах КПРС.

## Нагороди
- Кавалер орденів Почесного легіону (Франція)
- Командор ордена Великого князя Литовського Гедимінаса (Литва)
- Командор I класу Ордена полярної зірки (Швеція).
- Офіцер ордена Заслуг перед Республікою Польща (Польща)
- Пам'ятна медаль «13 січня» (Литва).